# Elektropneumatické kladivo

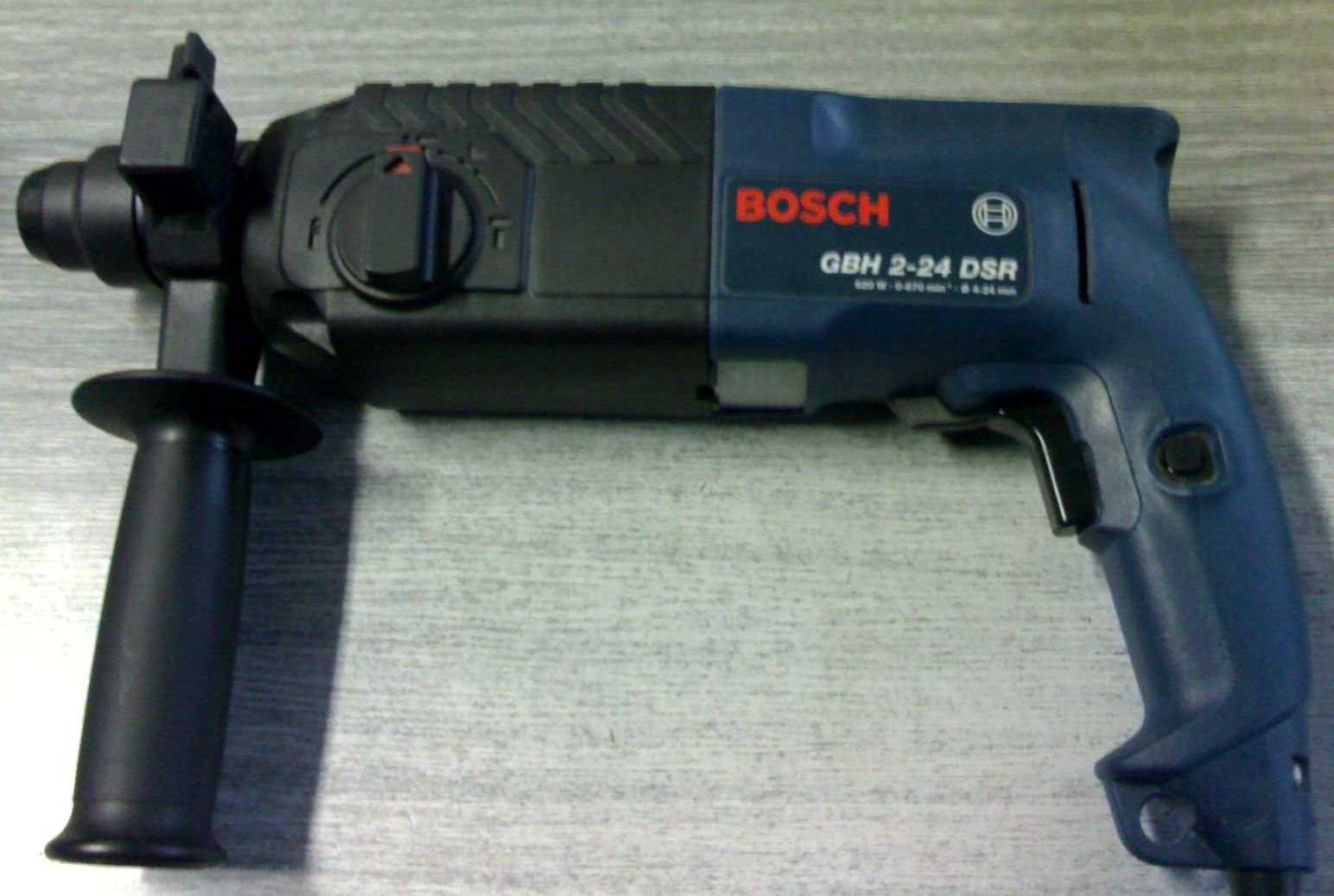
Pneumatické kombinované kladivo SDS+ firmy Bosch

Elektropneumatické kladivo je elektrické nářadí k vrtání otvorů do betonu, železobetonu a kamene. Některé typy, označované jako kombinovaná kladiva, slouží také k sekání při úpravách a demolicich staveb. Na rozdíl od příklepové vrtačky používající příklep s rohatkou (mechanický), kladiva používají k vyvinutí příklepu pneumatického systému. Ten pracuje s mnohem menším počtem úderů, avšak s mnohonásobně větší intenzitou, která je udávána v joulech.
Kladiva menších hmotnostních kategorií, typicky od dvou do pěti kilogramů, jsou vzhledově podobná elektrickým ručním vrtačkám, kupř. vrtačkám tzv. příklepovým. Jsou konstrukčně řešena tak, že hlavní pohon pracovního nástroje obstarává vždy stlačený vzduch, vznikající stlačením pístu, hnaného elektromotorem (nejedná se tedy o vzduch, který převážná většina elektrického ručního nářadí používá pro chlazení svého hnacího elektromotoru).